# Khao kha mu
Khao kha mu (tiếng Thái: ข้าวขาหมู, phát âm [kʰâːw kʰǎː mǔː], n.đ. 'pork-leg rice'; tiếng Trung: 猪脚饭, bính âm: zhū jiǎo fàn), đôi khi gọi đơn giản là kha mu (ขาหมู), là một món ăn Thái nổi tiếng. Nó ảnh hưởng bởi ẩm thực Trung Quốc, đặc biệt là ẩm thực Triều Châu.
Khao kha mu là một món ăn bao gồm chân giò hầm trong nước lẩu cô đặc gia vị (một vài gia vị được trộn với bột cacao hoặc nấu với đậu phộng), sau đó được thái thành lát mỏng và đặt lên trên cơm nóng. Món ăn được phục vụ với nửa quả trứng, một vài miếng dưa cải muối chua và cải rổ trụng cùng với ớt mắt chim tươi và vài tép tỏi đặt bên cạnh. Đôi khi thường dùng bữa với nước lèo. Nước chấm đi kèm thường được làm từ ớt chuông vàng, tỏi, muối hột, nước chanh và giấm.
Khao kha mu là món ăn có thể tìm thấy trên đường phố, khu ăn uống trong khu mua sắm đến nhà hàng sang trọng.
Tại Bangkok, có nhiều nhà hàng khao kha mu nổi tiếng tại các khu vực như Bang Wa, Phlapphla Chai, Mo Mi, Sam Yan, ... Một vài nhà hàng ở Bang Rak nhận được giải Bib Gourmand hai lần tại đánh giá Michelin năm 2018 và 2019.